# Le Messager de l'Europe

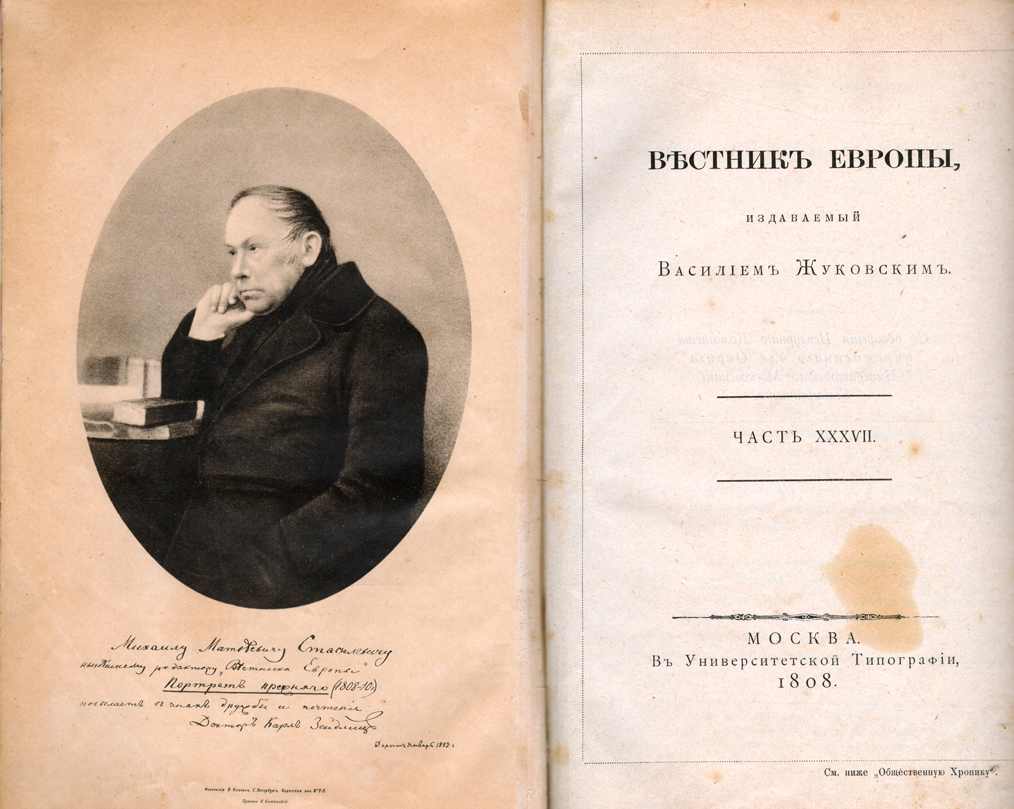
Fac-similé de 1902 d'un numéro du Messager de l'Europe paru en 1808, avec un portrait de Joukovski

Le Messager de l'Europe (Вестник Европы) est un journal pétersbourgeois qui fut édité par Karamzine de 1802 à 1804 et qui parut jusque dans les années 1830 deux fois par mois. Il prit une orientation conservatrice à partir de 1815. Il publia en 1814 le poème de Pouchkine À l'ami poète.
L'idée de reprendre le titre et d'en faire une revue trimestrielle, en 1866, appartint à M. Stassioulevitch qui le dirigea jusqu'en 1908. La revue devint mensuelle en 1869 et fut lue dans tout l'Empire russe. Elle cessa de paraître en 1918.
Cette revue traitait avant tout de politique et d'histoire.
Des savants, des historiens, des intellectuels et des écrivains, tels que Kliment Timiriazev, Stepan Netchaïev, Ivan Setchenov, Ilia Metchnikov, Sergueï Soloviov, Constantin Kavéline, Anatoly Koni, Alexandre Vesslovski, Alexandre Pypine, Dmitri Ovsianiko-Koulikovski, Tadeusz Zieliński y collaborèrent.
Du côté littéraire, des écrivains fameux firent paraître des extraits de leurs ouvrages ou écrivirent des articles, comme Tourgueniev, Émile Zola, Ivan Gontcharov, Alexandre Ostrovski, Piotr Boborykine, Vladimir Soloviev, Mikhaïl Saltykov-Chtchedrine. À partir des années 1880, la revue prit une orientation plutôt « bourgeoise-libérale » et s'opposait au marxisme.